# Пехньо Василь Іванович
Васи́ль Іва́нович Пехньо (7 червня 1952 — 20 січня 2024) — академік НАН України, доктор хімічних наук (1997), професор, заступник директора Інституту загальної та неорганічної хімії імені В. I. Вернадського НАН України з наукової роботи, лауреат Державної премії України в галузі науки і техніки (2003), Почесний Доктор Ужгородського національного університету. Відзначений Почесною грамотою Кабінету Міністрів України (2004) та Почесною грамотою Президії НАН України (2002).

## Життєпис
Народився 1952 року; 1974-го закінчив з відзнакою Ужгородський національний університет.
Протягом 1974—1976 років — старший інженер заводу «Точприлад», в 1976–1979-х — аспірант при ІЗНХ ім. В. І. Вернадського.
З 1979 року й надалі — старший інженер, молодший, старший, провідний науковий співробітник, завідувач відділу хімії комплексних сполук (від 2001), заступник директора з наукової роботи ІЗНХ ім. В. І. Вернадського НАН України (від 2001). Представник наукової школи С. В. Волкова.
Кандидат наук (1982), 1997 — доктор наук, професор (2002), 2021 року обраний академіком НАН України.
Лауреат Державної премії України в галузі науки і техніки (1995, у складі авторського колективу) — за цикл наукових праць «Координаційна хімія в електролітах»: Волков Сергій Васильович — академік Національної академії наук України, директор Інституту загальної та неорганічної хімії імені В. I. Вернадського НАН України, Скопенко Віктор Васильович — академік Національної академії наук України, ректор Київського національного університету імені Тараса Шевченка, Кокозей Володимир Миколайович — доктор хімічних наук, завідувач лабораторії Київського національного університету імені Тараса Шевченка, Городиський Олександр Володимирович — академік Національної академії наук України (посмертно), Пехньо Василь Іванович, старший науковий співробітник Інституту загальної та неорганічної хімії імені В. I. Вернадського НАН України.
Є автором 273 наукових праць, з них понад 100 статей, 29 авторських свідоцтв, патентів на винаходи.
Праці пов'язані з питаннями хімії простих та координаційних сполук дорогоцінних, ряду кольорових металів та металоїдів (у водних, неводних, змішаних й розтоплених багатофункціональних O-, N-, S-, Se-, Te-, P- вмісних розчинниках-реагентах).
Станом на березень 2017 року проживав у місті Київ з дружиною Тетяною Василівною, мамою Марією Василівною та сином Василем.